# Vassalord
Vassalord (ヴァッサロード,?  Vassarōdo) es una serie de manga escrito e ilustrado por Nanae Chrono. La serie ha sido serializado en la revista shōjo Monthly Comic Avarus de la editorial Mag Garden desde el 30 de marzo de 2006 hasta su conclusión el 15 de febrero de 2013. Los capítulos fueron recogidos y publicados en 7 volúmenes, con el primer volumen lanzado el 10 de mayo de 2006 y el último publicado el 15 de marzo de 2013. Está licenciado para el lanzamiento al inglés en Norteamérica por Tokyopop. La serie de manga fue adaptado en una serie de cuatro CD drama y a una OVA de anime por el estudio Production I.G lanzado con el último volumen del manga el 15 de marzo de 2013.

## Argumento
Charles J. Chrishunds (Charley) es un cazador de vampiros cibernético que trabaja para el Vaticano, mientras que su maestro Johnny Rayflo (que también es un vampiro) disfruta de la buena vida al puro estilo "playboy". Charley (conocido también como "Cherry" o "Chris") siempre intenta controlar sus impulsos de beber sangre de los humanos por lo que siempre bebe de su maestro. Si bien la lucha contra los crímenes están relacionados con vampiros, Charley se esfuerza por controlar su sed de sangre, y Johnny (anteriormente conocido como Addie antes de convertirse en un vampiro) se deleita seduciendo a su siervo, pero a la vez preocupandose por él, aparte de hacer frente a los problemas de su propio pasado.

## Producción

### Manga
| Volumen | Publicación original | ISBN            |
| ------- | -------------------- | --------------- |
| 1       | 10 de mayo de 2006   | ISBN 4861272483 |
| 2       | 30 de mayo de 2007   | ISBN 4861273714 |
| 3       | 10 de marzo de 2009  | ISBN 4861276063 |
| 4       | 19 de marzo de 2010  | ISBN 4861277140 |
| 5       | 15 de marzo de 2011  | ISBN 4861278422 |
| 6       | 15 de marzo de 2012  | ISBN 4861279569 |
| 7       | 15 de marzo de 2013  | ISBN 4800001145 |

### OVA
Una OVA fue adaptada por el estudio Production I.G, contando desde el primer capítulo del manga "Kakurinomiya no Heliogábalo". Dirigida por Kazuto Nakazawa, con Nariyuki Takahashi y Chieko Miyakawa de diseñadores de personajes y a Yukio Nagasaki como director de sonido. La OVA fue lanzado el 15 de marzo de 2013, con el séptimo volumen del manga. Ryotaro Okiayu dio voz a Charley, mientras que a Johnny Rayflo lo interpretó Keiji Fujiwara. Ryōko Ono fue originalmente elegida para interpretar la versión infantil de Charley, pero la actriz de doblaje franco-japonêsa Christelle Ciari la reemplazó por la necesidad de hablar toda su parte en un idioma extranjero (francés) de forma nativa.

### CD Drama
Frontier Works lanzó una serie de cuatro CD drama basado en Vassalord. El primero, Vassalord: Drama CD Acto I se estrenó en Japón el 8 de agosto de 2005. Acto II se lanzó el 21 de marzo de 2007, el Acto III el 24 de octubre de 2007 y el CD final, Acto IV, fue lanzado el 23 de mayo de 2008. Ryotaro Okiayu es la voz de Charley y Keiji Fujiwara la voz de Rayflo.

## Recepción
De la About.com, Deb Aoki elogió a Vassalord por su "acción rápida", "giros de trama", y la compleja química entre los personajes. Danielle Van Gorden de la Mania.com criticó al manga por la "relación de amor-odio entre los protagonistas", pero también encomia al manga por sus diseños de personajes. Un usuario en la Pop Culture Shock criticó la manga por ser un cliché.
Pero en la sociedad de lectores sobre este estilo de mangas ha sido bien acogido y muy valorado, considerado por algunos uno de los mejores dentro de este género.